# Alain Guichardet
Alain Guichardet (* 1930)  ist ein französischer Mathematiker und Hochschullehrer. Er befasst sich vor allem mit Operatoralgebren, Darstellungen von Liegruppen und deren Kohomologie und Quantengruppen.

## Leben
Guichardet wurde 1962 an der Sorbonne bei Jacques Dixmier promoviert (Caractères des algèbres de Banach involutives).  Er war Professur an der Universität Poitiers und zuletzt an der École polytechnique.
Ein wichtiges Ergebnis war seine Konstruktion des Maximalen Tensorprodukts von C*-Algebren. In den 1960er Jahren gehörte er zu den Ersten, die unendliche und sogar kontinuierliche Tensorprodukte von Operatoralgebren (C*-Algebren) untersuchten (andere waren Huzihiro Araki und William Arveson). Diese haben Anwendung in der Quantenfeldtheorie und statistischen Mechanik. Er befasste sich schon in den 1970er Jahren mit nichtkommutativer Dynamik und Ergodentheorie. Später befasste er sich mit Topologie verschiedener lokalkompakter Gruppen und ihrer Darstellungen.
Er bezieht seine Motivation teilweise aus der mathematischen Physik und arbeitet auf diesem Gebiet, schon 1957 veröffentlichte er über ein quantenmechanisches Thema.
Zu seinen Doktoranden gehören Patrick Delorme und Fokko Du Cloux.

## Schriften
- Symmetric Hilbert Space and related topics: infinitely divisible positive definite functions, continuous products and tensor products, Gaussian and Poissonian stochastic processes, Springer, Lecture Notes in Mathematics 261, 1972
- mit A. Wulfsohn Sur les produits tensoriels continus des espaces hilbertiens, J. Functional Analysis, 2, 1968, 371–377
- Produits tensoriels continus d'espaces et d'algebres de Banach, Commun. Math. Phys. 5, 1967, S. 262–287
- Leçons sur certaines algèbres topologiques : algèbres de von Neumann, algèbres topologiques et fonctions holomorphes, algèbres de Banach commutatives, Gordon and Breach 1967
- Groupes quantiques — Introduction au point de vue formel, EDP Sciences 1995
- Cohomologie des groupes topologiques et des algèbres de Lie, Paris: F. Nathan 1980
- Systèmes dynamiques non commutatifs, Astérisque, Nr. 13–14, SMF 1974
- Le problème de Kepler. Histoire et théorie, Édition École Polytechnique, 2012 (Himmelsmechanik)
- Intégration : Analyse Hilbertienne, éd. École polytechnique, Ed. École Polytechnique, 1998
- Tensor products of C*-algebras, Aarhus University Lecture Notes, Band 12 (1969)
- Special topics in topological algebras, Gordon and Breach 1968
- Algèbres d'observables associées aux relations de commutation, Paris: Colin 1968
- Sur la catégorie des algèbres de von Neumann, Bull. Sci. Math. (2), Band 90, 1966, S. 41–64
- Méthode des orbites pour les représentations de longueur finie, Inventiones Mathematicae, Band 85, 1986, S. 199–215
- mit Daniel Kastler: Des integration des etats quasi-invariants des C*algébres, J. Math. Pures et App., Band 49, 1970, S. 349–380